# Lijst van rijksmonumenten in Sevenum
De plaats Sevenum telt 7 inschrijvingen in het rijksmonumentenregister. Hieronder een overzicht.
| Object                             | Oorspronkelijke functie? | Bouwjaar                                                      | Architect | Locatie                       | Coördinaten?                  | Nr.?   | Afbeelding        |
| ---------------------------------- | ------------------------ | ------------------------------------------------------------- | --------- | ----------------------------- | ----------------------------- | ------ | ----------------- |
| O.L. Vrouw ter Noodkapel           | Kapel                    | 1676                                                          | J. Slots  | Den Eigen bij 29              | 51° 24' 31" NB, 6° 1' 58" OL  | 33577  | Meer afbeeldingen |
| Sint-Anthoniuskapel                | Kapel                    | eerste kwart 18e eeuw                                         |           | Steinhagenstraat bij 21       | 51° 24' 52" NB, 6° 2' 34" OL  | 33578  | Meer afbeeldingen |
| Apolloniakapel                     | Kapel                    | 1852                                                          |           | Renkensstraat                 | 51° 24' 47" NB, 6° 1' 8" OL   | 33579  | Meer afbeeldingen |
| O.L.-Vrouwe-van-Zeven-Smartenkapel | Kapel                    | 18e eeuw (gebouwtje) 16e eeuw (trant pieta) 1892 (gevelsteen) |           | Frankrijkweg / Snelkensstraat | 51° 23' 47" NB, 6° 1' 38" OL  | 33580  | Meer afbeeldingen |
| St. Jozefkapelletje                | Kapel                    | 1793                                                          |           | Renkensstraat bij 25          | 51° 24' 48" NB, 6° 0' 40" OL  | 33581  | Meer afbeeldingen |
| St. Annakapelletje                 | Kapel                    | 18e eeuw                                                      |           | Staarterstraat bij 25         | 51° 24' 41" NB, 6° 1' 40" OL  | 33582  | Meer afbeeldingen |
| Peelkanaal                         | Gracht                   | 1939                                                          |           | Kerkkuilenweg bij 2           | 51° 24' 36" NB, 5° 55' 57" OL | 526558 | Upload foto       |